# Фоль-бланш
Фоль-бланш (фр. Folle Blanche, то есть Фоль белый), или Пикпуль (Picpoul) — технический (винный) сорт винограда, используемый в Франции для производства белых вин и бренди (включая знаменитые французские коньяки и арманьяки). В районе Нанта именуется Гро-план (фр. Gros Plant, то есть большое/главное растение, что подчёркивает его значимость для местного виноделия).

## Происхождение
Сорт считается происходящим c территории современных французских департаментов Жер и Ланды, откуда он распространился на территорию Шаранты. Впервые упоминается в документах 1696 года в Шераке, коммуне Приморской Шаранты. 
Генетические исследования, проведённые в 2011 году, показали, что сорт выведен скрещиванием Гуэ блан с неизвестным сортом. Название происходит от французского слова folle, что означает бешеная. По-видимому имеется в виду продуктивность лозы.

## География
До конца XIX века гро-план служил базовой лозой виноделов на юге Бретани и на западе долины Луары. Местная продукция была сочтена голландскими негоциантами особенно подходящей для перегонки в бренди и в значительных объёмах вывозилась для этой цели в Нидерланды. Позднее аналогичную функцию этот сорт винограда стал выполнять южнее, в Коньяке.
Пик популярности фоль-бланша у производителей коньяка пришёлся на XIX век. После эпидемии филлоксеры его стали замещать более устойчивым к болезням уньи-бланом. Примерно тогда же виноградари Мюскаде (запад долины Луары) окончательно переключились с него на мелон-де-бургонь.
Популярность сорта во Франции продолжала падать и позднее: в 1958 году им было занято 15865 га, а по состоянию на 2009 год — лишь 1770 га. В XXI веке фоль вытесняет его же потомок, бако-блан (фр.). Сорт культивируется в основном в департаментах Приморская Шаранта, Шаранта, Гасконь и в окрестностях Нанта (область Пеи-Нанте) .
В Испании, в Стране Басков, сорт культивируют в незначительных количествах, предпочитая купажировать фоль бланш с автохтонным сортом Ондарраби Сури (баск. Hondarrabi Zuri). Незначительные посадки сорта есть в США.

## Основные характеристики
Кусты среднерослые. Листья средние, округлые, пятилопастные, слабо- или среднерассечённые, с загнутыми вниз краями, снизу с густым опушением. Черешковая выемка закрытая, узкоэллиптическая или открытая, лировидная. Цветок обоеполый. Грозди мелкие, конические, крылатые, плотные. Ягоды средние, округлые, жёлто-зелёные, с восковым налётом. Вызревание побегов хорошее. Сорт среднего периода созревания. Период от начала распускания почек до полной зрелости ягод составляет 136 дней при сумме активных температур 2800°С. Урожайность высокая, 100—130 ц/га. Неустойчив к грибным заболеваниям. Морозоустойчив.

## Использование
Во Франции сорт используют для производства базовых сухих белых вин, позднее перегоняемых в коньяк и арманьяк. В винодельческой микрозоне Gros-plant du Pays Nantais (южнее Нанта) из сорта производятся высококислотные вина, как правило, на осадке.

## Синонимы
В базе VIVC приводится около 80 названий, среди которых Amounedat, Bouillon, Chalosse Blanche, Canut du Lot et Garonne, Dame Blanc, Dame Blanche, Engreat Blanc, Enragé, Enrageat, Fehér Folle, Folle, Folle Bijeli, Folle de Bordeaux, Folle Girodine, Fou, Fütterer, Grais, Grais Bouillon, Gros Meslier, Gros Plant, Matza Zuri, Mune Mahatsa, Petit Verjus, Piquepoul, Piquepoul du Gers, Picpoult d'Armagnac, Plant de Dame, Plant de Grèce, Rochelle Blanche, Rochelle Verte, Saint Émilion, Taloche du Lot, Talosse.
Несмотря на некоторое пересечение в списках синонимов, фоль бланш не является родственным сортам  Claverie (Chalosse Blanche), Fütterer, Knipperlé (Rochelle Blanche), Meslier Saint-François, Petit Meslier, Piquepoul Blanc. Также сорт не является цветовой мутацией сортов Фуэлла Нера (итал. Fuella Nera), Жюрансон Нуар (фр. Jurançon Noir) или Негретт (фр. Négrette), которых иногда называют Фоль нуар.